# Unnur Birna Vilhjálmsdóttir

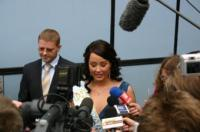
Unnur Birna Vilhjálmsdóttir (2006)

Unnur Birna Vilhjálmsdóttir (* 25. Mai 1984 in Reykjavík) war 2005 Miss Island. Im Dezember 2005 wurde sie zur Miss World gekrönt.

## Leben und Karriere
Unnur Birna wurde als Tochter der ehemaligen Schönheitskönigin Unnur Steinsson geboren, die 1983 selbst das Finale der Miss-World-Wahl erreichte. Sie wuchs in Seltjarnarnes auf. Zuletzt studierte sie an der Universität Reykjavík Rechtswissenschaften.
Unnur Birna ist nach Hólmfríður Karlsdóttir (1985) und Linda Pétursdóttir (1988) die dritte Miss World aus Island.